# Joel Broyhill
Joel Thomas Broyhill, född 4 november 1919 i Hopewell, Virginia, död 24 september 2006 i Arlington County, Virginia, var en amerikansk republikansk politiker. Han representerade delstaten Virginias 10:e distrikt i USA:s representanthus 1953-1974.
Broyhill gifte sig 1942 med Jane Marshall Bragg. Han deltog i andra världskriget i USA:s armé och blev tillfångatagen av den tyska armén under Ardenneroffensiven. Han rymde efter six månaders krigsfångenskap.
Broyhill vann knappt mot demokraten Edmund D. Campbell i kongressvalet 1952. Han omvaldes tio gånger.
Broyhill hade ursprungligen tänkt att inte kandidera till omval i kongressvalet 1974. Gerald Ford övertalade honom att ställa upp men han förlorade mot utmanaren Joseph L. Fisher. Broyhill avgick några dagar före mandatperiodens slut.
Broyhills grav finns på Arlingtonkyrkogården.